# Lembos longipes
Lembos longipes är en kräftdjursart som beskrevs av Liljeborg 1852. I den svenska databasen Dyntaxa används istället namnet Autonoe longipes. Enligt Catalogue of Life ingår Lembos longipes i släktet Lembos och familjen Aoridae, men enligt Dyntaxa är tillhörigheten istället släktet Autonoe och familjen Aoridae. Arten är reproducerande i Sverige. Inga underarter finns listade i Catalogue of Life.